# 平田宏美
平田宏美（1978年2月19日—），女性日本配音員。隸屬於I'm Enterprise，已婚。

## 人物
廣島縣出生。
2013年誕下兒子，2016年5月誕下女兒。

## 演出作品

### 電視動畫
1999年
- 課長王子

2003年
- 你所期望的永遠（看護婦）
- 超能ROD-TV（瑪莉）

2005年
- Zoids: Genesis（路吉·化米倫）

2009年
- 機巧魔神（橘高秋希）

2010年
- 玩伴貓耳娘（糸嘉州真紀）
- 真・戀姬†無雙〜少女大亂〜（魏延）

2011年
- 偶像大師（菊地真）

2014年
- 信長協奏曲

2018年
- 閃亂神樂 SHINOVI MASTER -東京妖魔篇-（雅緋[2]）

### 劇場版動畫
2010年
- 歡迎光臨宇宙秀（鈴木惠）

2014年
- 偶像大師 劇場版 前往光輝的另一端！（菊地真）

### 遊戲
- 魔界戰記系列（瑪歐）
  - 魔界戰記3
  - 魔界戰記4
  - 魔界戰記5
  - 魔界戰記6
- 偶像大師系列（菊地真）
  - 偶像大師
  - THE IDOLM@STER (Xbox 360)
  - 偶像大師 Live for You!
  - 偶像大師SP
  - 偶像大師 Dearly Stars
- 聖靈之心系列（朱鷺宮神依）
- 閃亂神樂系列（雅緋）
  - 閃亂神樂 忍者對決 少女們的証明
  - 閃亂神樂 夏日對決 少女們的選擇

2020年
- 白金列車（日语：プラチナ・トレイン）（足摺岬）

2021年
- 七大罪 光與闇之交戰（巨人 絲卡蒂）

## 外部連結
- アイムエンタープライズ公式ホームページ Talent Profile，事務所的介紹。（日語）
- ひらひろひらり （页面存档备份，存于），本人的網誌。（日語）